# Pidonia frivola
Pidonia frivola är en skalbaggsart som beskrevs av Holzschuh 1998. Pidonia frivola ingår i släktet Pidonia och familjen långhorningar. Inga underarter finns listade i Catalogue of Life.